# Chimaira
Chimaira es una banda de groove metal formada en 1998 , se originaron en Cleveland, Ohio. El nombre se deriva de la Quimera (Chimera en inglés), un monstruo con cabeza de león, cuerpo de cabra y cola de serpiente, según la mitología griega. Esta banda fue una de las más destacables de la "Nueva Ola Del Heavy Metal Americano" o NWOAHM.

## Historia

### Los inicios
Chimaira se formó en 1998 por el guitarrista Jason Hager, y el vocalista Mark Hunter. Poco después, entraron el batería Jason Genaro y el bajista Andrew Ermlick, y de esta forma cerraron la alineación. Tras unos pocos ensayos, decidieron que querían un sonido de guitarra más pesado y por recomendación del bajista Andrew, se unió un segundo guitarrista llamado Rob Arnold, a quien conoció en una banda en la que coincidieron ambos anteriormente, llamada Common Thread, y justamente, la que era la actual banda de Rob llamada Sanctum se acababa de disolver.  
El primer demo de la banda se editó en 1999, y durante la grabación, Rob, recomendó a Mark y a Jason que remplazaran a Genaro por un batería llamado Andols Herrick, que tocó con Rob en Sanctum. Después de escuchar una grabación en la que tocaba Andols, la banda aceptó la petición de Rob de sustituir a Genaro por este. Al día siguiente Andols grabó las partes de batería para el demo. 
La banda pasó una buena parte de 1999 haciendo muchas presentaciones en vivo por América, y durante ese año, Andrew Ermlick dejó la banda para concentrarse en sus estudios universitarios. Fue reemplazado por Rob Lesniak. La banda grabó su segundo demo ese mismo año, y este
comenzó a ser ampliamente difundido en varias estaciones de radio universitarias de la zona.

### This Present Darkness y Pass out of Existence(2000-2003)
Su primer EP, This Present Darkness, salió un año después, el 11 de enero del 2000, ofreciendo algunas canciones que formarían parte de Pass Out Of Existence. Durante la grabación, Rob Lesniak sustituyó al bajista Andrew Ermlick. Más tarde, el productor de la banda y encargado de los sonidos electrónicos de la banda en el estudio, Ben Schigel, pasó a encargarse de la electrónica del grupo también para los directos temporalmente. Este EP atrajo mucha popularidad y la aclamación de la crítica, y Chimaira firmó un contrato con Roadrunner Records. Poco después, en el año 2001, editarón su primer disco de larga duración, llamado Pass Out Of Existence. En esos momentos Jim LaMarca ya era bajista, pues sustituyó a Rob Lesniak, y Chris Spicuzza entró como encargado oficial de la electrónica. Poco después del lanzamiento del álbum y la gira que iba a seguirle, Jason Hager abandonó el grupo cuando se enteró de que iba a ser padre. Matt DeVries, de una banda llamada Ascensión, fue contratado para hacerse cargo de la guitarra rítmica.
En lo que respecta a la música, el primer EP This Present Darkness y Pass Out Of Existence, tenían un sonido mucho más electrónico e industrial que sus discos posteriores, incorporando incluso rapeos.

### The Impossibility of Reason(2003-2005)

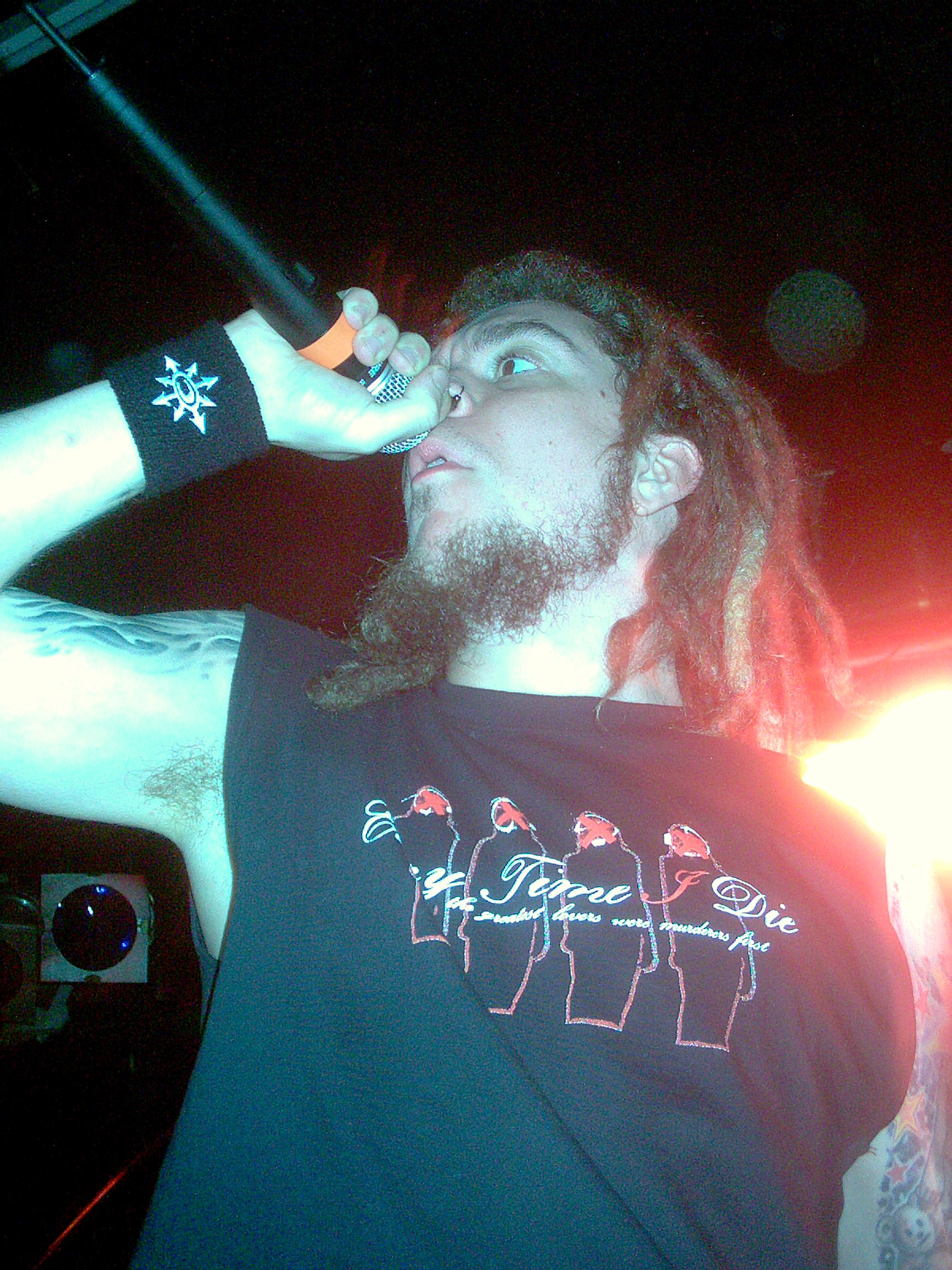
Mark Hunter, durante un concierto de Chimaira en Berlín, el 24 de febrero de 2004

La banda retorna a su hogar a finales del 2002 para comenzar a escribir y grabar su siguiente álbum, The Impossibility of Reason. El proceso de grabación de este dico fue documentado en su primer DVD, llamado The Dehumanizing Process. Después del lanzamiento y de las giras que vendrían luego, el baterista Andols Herrick decide dejar la banda. Como evidencia, en el DVD documental, Herrick aparece poco entusiasta acerca de estar constantemente de gira. Este regresa a su hogar para obtener un título de músico en la universidad.
Chimaira se hace con los servicios de Ricky Evensand a la batería. Evensan, oriundo de Suecia, es probablemente más conocido por haber sido parte de Soilwork durante un corto tiempo. La permanencia de Evensand en Chimaira fue relativamente corta. Debido a problemas con el visado y a su naturaleza temperamental, él dejó la banda. Siguiendo un consejo del guitarrista de Slayer, Kerry King, Hunter contacta con Kevin Talley, un experimentado baterista de death metal, quien previamente estuvo en bandas como Dying Fetus y Misery Index. 
Con la presencia de Talley, la banda termina las fechas restantes de su gira y regresa a su hogar para un período de descanso. Pronto comienzan a escribir y grabar su siguiente álbum.
Con este disco, la banda termina completamente con algunos de los rapeos de sus anteriores lanzamientos y reduce notablemente los sonidos electrónicos, dando paso al groove metal y al metalcore, sonido que mantienen en la actualidad.

### Chimaira(2005-2007)
En el primer cuatrimestre de 2005, la banda había terminado la mayor parte de su próximo lanzamiento y salía de gira una vez más. El álbum homónimo, el primero (y único) con la participación de Talley, fue realizado en agosto de 2005 mientras la banda formaba parte en la gira "Sounds of the Underground". Hunter y DeVries participan en otro proyecto musical ese año, el CD por el 25 aniversario del sello Roadrunner United, llamado The All-Star Sessions. Quien también participó en la grabación de varias canciones fue el baterista original Andols Herrick. Estas sesiones de grabación le devolvieron a Herrick el interés en ser un miembro de la banda. A comienzos de 2006, Herrick y los miembros de la banda conversaron y él volvió a unirse a la banda. La marcha de Talley fue en términos amistosos y el ya estaba recibiendo propuestas de otras bandas como The Red Chord, Misery Index o Dååth.

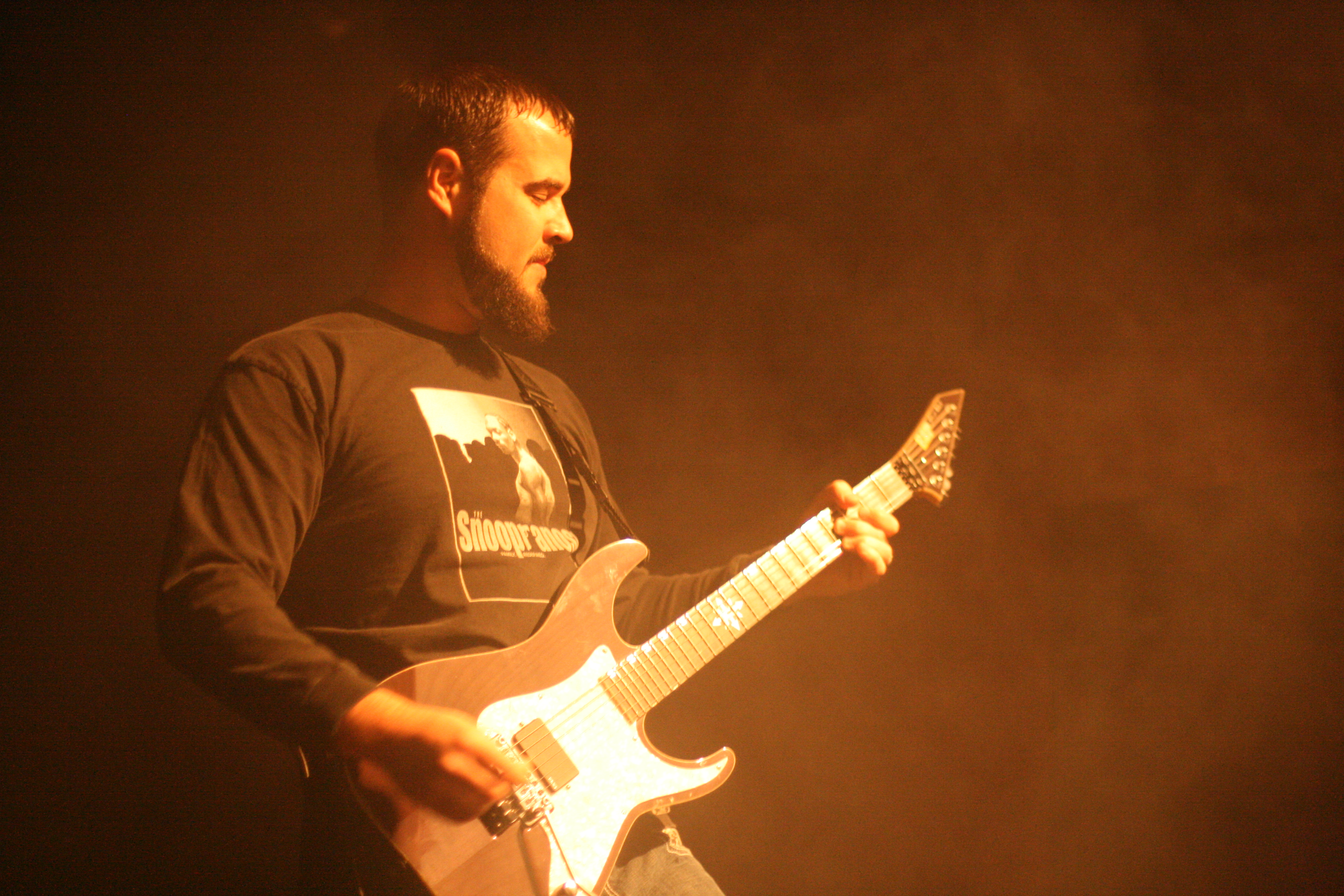
El guitarrista Rob Arnold, en vivo con Chimaira, en el Nokia Theatre, el 25 de junio de 2008

### Resurrection(2007-2008)
En 2006, la banda termina su contrato con Roadrunner Records y firman con Ferret Records para la distribución estadounidense. También llegan a un acuerdo con Nuclear Blast para las gestiones internacionales. 
El 6 de marzo de 2007 sale a la venta su cuarto LP, titulado Resurrection. Este álbum mantiene el tono oscuro y pesimista de las letras de Mark Hunter. Musicalmente es un paso adelante en la calidad de la banda gracias a canciones como "Six", que demuestran que el virtuosismo y los elementos progresivos no están dispares con la fiereza del Metal. La edición de lujo incluyó un DVD con el making off del álbum, el video de Resurrection y galerías de fotos.

### The Infection(2009-2010)
Tras el éxito de su anterior álbum, el grupo comienza a trabajar en un nuevo proyecto. Es producido por Ben Schigel, quien ya había trabajado en The Impossibility of Reason y Chimaira.
Después de algunos meses de promoción del nuevo álbum mediante vídeos colgados en la página web oficial de la banda, el primer sencillo sale a la venta el 3 de marzo de 2009, titulado "Secrets of the Dead".
El álbum, llamado The Infection, saldría finalmente al mercado en la fecha prevista, el 21 de abril, alcanzando el número 30 en la lista Billboard 200.
Durante una serie de fechas de la gira europea de The Infecction, Emil Werstler de la banda Dååth entró para cubrir el puesto de Matt DeVries, debido a que este último acababa de tener un hijo. Chimaira realizará una gira por Australia a nivel nacional en 2010. Van a hacer shows a través de Sídney, Adelaida, Melbourne, Perth y Brisbane, con el apoyo de Double Dragon.
Chimaira estuvo tocando con Trivium y Whitechapel en un tour de 16 fechas por el Reino Unido que comenzó el 5 de marzo de 2010. A finales de ese año, el bajista Jim LaMarca deja Chimaira. En el comunicado de la banda, le deseaban lo mejor a él con su nueva familia, aunque no se aclaró que ese fuese el motivo de su salida. Algunas fuentes dicen que Jim quiso "madurar y crecer" y comenzó a ejercer de peluquero.

### The Age of Hell, cambios de formación serios yCrown of Phantoms(2011-2013)
En 5 de abril de 2011, el teclista y sampleador Chris Spicuzza dejó la banda debido a un "ambiente negativo" y al estado de la industria musical. Spicuzza y unos amigos suyos iniciaron una compañía para juegos de móviles. El día 13 de ese mismo mes el batería Andols Herrick también abandona la agrupación. Dijo que "los chicos (miembros de Chimaira) habían tenido problemas con ciertos aspectos de mi papel en la banda" y que se tomó la decisión de que sería mejor para el grupo seguir sin él. Aunque Herrick no estaba en el grupo desde diciembre del 2010, no fue anunciado hasta ese día (13 de abril). A Herrick se le pidió que volviese, pero este declinó la oferta. Dijo que por motivos similares a la decisión de Spicuzza en cuanto a la situación de la industria musical y preocupación por su futuro, diciendo que para alguien que no tenía experiencia en nada que no fuese la batería, los cambios grandes en la vida era mejor hacerlos a los treinta que a finales de la treintena o a los cuarenta años.
The Age of Hell salió el 16 de agosto. El trabajo fue compuesto en su totalidad por Hunter, Arnold y el productor Ben Schigel, (quien se encargó también de la batería), a excepción de un tema, que fue escrito por estos tres junto a Phil Bozeman. Al margen de alguna colaboración puntual en algunos cortes, los instrumentos también fueron grabados por los tres músicos; Hunter se encargó de las voces y de los teclados y programaciones, Arnold de las guitarras y del bajo y Schigel de la batería. El trío también se encargó de producir el disco. El guitarrista rítmico Matt DeVries, que todavía estaba en la banda por aquellas épocas, no participó en el álbum y dijo que Hunter, Arnold y Schigel se encargaron de todo el proceso y grabaron todo ellos mismos para hacerlo más rápidamente.
Poco después, DeVries y Arnold abandonan la banda por motivos personales. Con el tiempo, DeVries dijo en una entrevista que quería hacer otras cosas y que la química con la banda se había perdido. También comentó que Arnold estaba cansado de las giras y quería volver a casa. Austin D'Amond se hizo con el puesto de batería, Matt Szlachta de Dirge Within pasó a ser guitarrista rítmico, y tres miembros del grupo Dååth se encargaron de los instrumentos restantes; Emil Werstler de la guitarra solista (este ya había tocado el bajo y la guitarra en Chimaira; tras la salida de LaMarca y tras el breve hiato de DeVries para dedicarse a su hijo recién nacido), Jeremy Creamer del bajo (que ocupó el puesto que había dejado Werstler tras pasar este a encargase de la guitarra líder) y Sean Zatorsky a los samples y teclados y a la segunda voz. Esta nueva formación dio vida a Crown of Phantoms que salió a la venta el 30 de julio de 2013.

### Separación (2014)
El 1 de septiembre de 2014, Emil Werstler anuncia su salida del grupo; un día después, todos los integrantes restantes, a excepción de Mark Hunter abandonan la agrupación dejando al vocalista como el único miembro activo, tras esto, este declaró en un comunicado que ponía fin a la banda.
En 2017 tras un comunicado en Facebook, se anunció que la formación clásica de la banda (Hunter, Arnold, DeVries, LaMarca, Herrick, Spicuzza) realizaría un único concierto en el Teatro Agora a fines de diciembre, siendo este concierto el Chimaira Christmas 15.

## Miembros
- Mark Hunter: vocalista (1998-2014)
- Jason Genaro: batería (1998)
- Andrew Ermlick: bajo eléctrico (1998-1999)
- Jason Hager: guitarra líder (1998-1999), guitarra rítmica (1999-2001)
- Rob Lesniak: bajo eléctrico  (1999-2000)
- Andols Herrick: batería (1999-2003, 2006-2011)
- Rob Arnold: guitarra líder, bajo (1999-2011)
- Jim LaMarca: bajo eléctrico (2000-2008, 2008-2010)
- Chris Spicuzza: teclado, sintetizador, coros (2000-2011)
- Matt DeVries: guitarra rítmica (2001-2011)
- Richard Evensand: batería (2003-2004)
- Kevin Talley: batería (2004-2006)
- Emil Werstler: guitarra líder  (2012-2014), bajo eléctrico (2010-2011), guitarra rítmica (2009)
- Ben Schigel: batería (2011)
- Austin D'Amond: batería (2011-2014)
- Sean Zatorsky: teclado, sintetizador, coros (2011-2014)
- Jeremy Creamer: bajo eléctrico (2012-2014)
- Matt Szlachta: guitarra rítmica (2012-2014)

## Discografía
- Pass Out of Existence (2001)
- The Impossibility of Reason (2003)
- Chimaira (2005)
- Resurrection (2007)
- The Infection (2009)
- The Age of Hell (2011)
- Crown of Phantoms (2013)